# Leo Corry

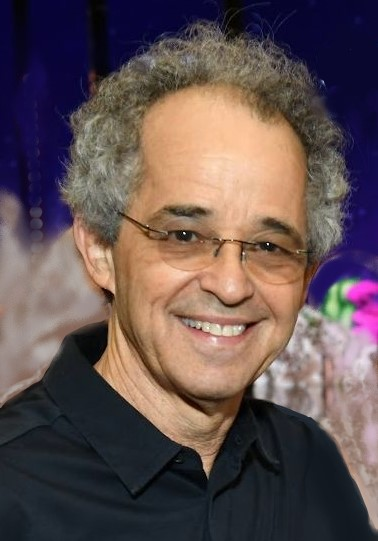

Leo Corry (* 1956 in Santiago de Chile) ist ein israelischer Wissenschaftshistoriker chilenischer Herkunft.

## Leben
Corry ging in Caracas in Venezuela zur Schule und studierte dort an der Universidad Simón Bolívar Mathematik mit dem Lizenziats-Abschluss 1979. Danach studierte er an der Universität Tel Aviv, wo er 1983 seinen Masterabschluss machte (Splitting data in cohomology classes, bei Shmuel Rosset) und 1990 in Wissenschaftsgeschichte bei Sabetai Unguru und Rosset promoviert wurde (The origins of category theory as a mathematical discipline). Er war zunächst ab 1985 Instructor, 1996 Lecturer, 2004 Associate Professor und ab 2007 Professor am Cohn Institut für Wissenschaftsgeschichte der Universität Tel Aviv, dessen Direktor er 2003 bis 2009 war. 1994/95 war er am Dibner Institut für Wissenschaftsgeschichte des Massachusetts Institute of Technology, 1995/96 am Max-Planck-Institut für Wissenschaftsgeschichte in Berlin und 2006 am Wissenschaftskolleg zu Berlin.
Corry befasste sich mit der Entwicklung der modernen Algebra und Zahlentheorie (unter anderem Harry Vandiver) und der Philosophie der Mathematik (unter anderem der Bourbaki-Schule), mit Albert Einstein, David Hilbert und seiner Schule und Wissenschaftsgeschichte Lateinamerikas sowie mit Jorge Luis Borges. Unter anderem entdeckte er mit John Stachel und Jürgen Renn neue Dokumente zum Hilbert-Einstein-Prioritässtreit, was seinerseits zu einem wissenschaftlichen Disput führte.
2006 war er Invited Speaker auf dem Internationalen Mathematikerkongress in Madrid (On the origin of Hilberts 6. Problem: physics and the empiricist approach to axiomatization). Für 2024 wurde ihm der Albert Leon Whiteman Memorial Prize zugesprochen.
1999 bis 2009 und ab 2011 ist er Herausgeber von Science in Context.

## Schriften
- Modern algebra and the rise of mathematical structures. Birkhäuser, Science Networks Band 17, 1996, 2. Auflage 2003
- David Hilbert and the Axiomatization of Physics (1898–1918): From „Grundlagen der Geometrie“ to „Grundlagen der Physik“. Dordrecht: Kluwer, 2004. (auch in Archimedes. New Studies in the History and Philosophy of Science and Technology, Band 10, 2004)
- David Hilbert and the Axiomatization of Physics (1894-1905), Archive for History of Exact Sciences, Band 51, 1997, S. 83–198.
- A Brief History of Numbers. New York: Oxford University Press, 2015